# 何潤生
何潤生（葡萄牙語：Ho Ion Sang，1961年9月2日—），第四屆、第五屆、第六屆澳門立法會議員，任職於中國銀行澳門分行，現任建制派社團澳門街坊會聯合總會副理事長。

## 經歷
何潤生於2009年澳門立法會選舉中接替退休的梁慶庭擔任群力促進會第一候選人，以第五名14,044票（9.90%）當選，並於2013年澳門立法會選舉中競逐連任，以第三名15,815票當選。

## 家庭
何潤生為前澳區全國人大代表、澳門街坊會聯合總會榮譽會長吳仕明的女婿，育有兩名女兒，其長女何芷晴（藝名「祖絲」）是澳門歌手及主持人。

## 外部連結
- 何潤生的Facebook專頁
- 群力促進會網站 （页面存档备份，存于）